# 王之寀 (萬曆辛丑進士)
王之寀（1571年—1627年），號心一，陝西西安府朝邑縣（今大荔）人。晚明政治人物，属東林黨。

## 生平
王之寀為萬歷十九年（1591年）辛卯科舉人，二十九年（1601年）辛丑科進士。兵部觀政，授無極知縣，三十年調清苑知縣，三十五年遷南京刑部主事，三十八年考察調簡，本年補慶雲知縣。四十年升大理寺評事，四十一年升刑部河南司主事，曾處理梃擊案的主角張差，用飯菜引誘他：「實招與飯，不招當飢死。」張差低頭，又說：「不敢說。」王之寀命眾人迴避，親自審問。張差的供言，結果供出是鄭貴妃手下太監龐保、劉成指使。當時萬曆帝不見群臣二十五年，力主從輕發落。
万历四十五年（1617年）京官考核，给事中徐绍吉、御史韩浚弹劾王之寀贪财，于是削籍为民。
天启初年，廷臣多为他伸冤，召回恢复旧职。歷任尚宝少卿、太仆少卿、太仆寺卿。天启四年（1624年）秋天，拜刑部右侍郎。天启五年捲入汪文言案中，岳骏声又控其勒索郑国泰二万两，下诏追查。魏忠賢專權，修《三朝要典》時，“梃击案”以王之寀为首犯。
後又被府尹劉志選彈劾，逮下詔獄，坐贓八千，天啓七年（1627年），之寀竟瘐死獄中。
崇禎初年，得到平反，復官，赐予救济。

## 家族
曾祖王明。祖父王廷璋。父王登州，增廣生。